# Alloeocarpa minuta
Alloeocarpa minuta is een zakpijpensoort uit de familie van de Styelidae. De wetenschappelijke naam van de soort is voor het eerst geldig gepubliceerd in 1951 door Brewin.